# ISU 주니어 스피드스케이팅 월드컵
ISU 주니어 스피드스케이팅 월드컵은 국제 빙상 연맹(ISU) 주관으로 2008년부터 열리고 있는 국제 스피드스케이팅 대회이다. ISU 스피드스케이팅 월드컵와 동일한 구조로 진행되며 19세 이하의 선수들만 참가할 수 있다. 
2016-17 시즌부터 23세 이하 선수들이 참가하는 "네오 시니어" 부문이 추가되었다.